# کریستین لاد-فرانکلین
کریستین لاد-فرانکلین (انگلیسی: Christine Ladd-Franklin؛ ۱ دسامبر ۱۸۴۷ – ۵ مارس ۱۹۳۰) یک دانشمند در زمینه منطق و روان‌شناسی اهل ایالات متحده آمریکا بود.